# Берізка (село)
Бері́зка — село в Україні, Чернігівській області, Прилуцькому районі. Входить до складу Варвинської селищної громади.

## Населення
Згідно з переписом УРСР 1989 року чисельність наявного населення села становила 52 особи, з яких 17 чоловіків та 35 жінок.
За переписом населення України 2001 року в селі мешкали 23 особи.

### Мова
Розподіл населення за рідною мовою за даними перепису 2001 року:
| Мова       | Відсоток |
| ---------- | -------- |
| українська | 96,30 %  |
| російська  | 3,70 %   |